# Ozyptila aculeipes
Ozyptila aculeipes es una especie de araña cangrejo perteneciente al género Ozyptila, de la superfamilia Thomisoidea, orden Araneae. Fue descfita por el noruego Embrik Strand.
Aparece registrada y publicada en una sección de la publicación Diagnosen nordafrikanischer, hauptsächlich von Carlo Freiherr von Erlanger gesammelter Spinnen. Zoologischer Anzeiger 30: 604-637, 655-690 de 1906.

## Distribución
Esta especie se encuentra en Túnez.